# جاسم غلام الحمد
جاسم غلام الحمد (زادهٔ ۱۱ مارس ۱۹۷۹) یک بازیکن سابق و مربی فوتبال اهل عراق است.
وی همچنین در تیم ملی فوتبال عراق بازی کرده است.